# Анисимов, Павел Сергеевич
Па́вел Серге́евич Ани́симов (род. 19 апреля 1986, Ленинград) — черногорский и российский шахматист, гроссмейстер (2019).
С пяти лет занимался в шахматном клубе ДДЮТ Кировского района Санкт-Петербурга. В числе его наставников — Галина Абрамовна Нейзберг, Владимир Федорович Шушпанов и Андрей Михайлович Лукин.
Анисимов стал чемпионом России до 14 лет и Олимпийским чемпион в составе юношеской сборной России, также занял 7-е место на чемпионате мира до 14 лет в 2000 году. Разделил 1-4 места в чемпионате России до 16 лет в 2001 году.
Участник чемпионатов Европы (2009 и 2011) и чемпионата мира по рапиду и блицу 2018. Разделил 1-е место на чемпионате Санкт-Петербурга в 2007 и в 2009 годах.
Женат, есть сын. Отец — учёный, доктор технических наук, профессор СПбГАСУ и Вроцлавского технического университета — Анисимов Сергей Михайлович.